# Colley Cibber
Colley Cibber (ur. 6 listopada 1671 w Londynie, zm. 12 grudnia 1757 tamże) – angielski dramatopisarz, aktor i poeta, w latach 1730–1757 oficjalny poeta nadworny (Poeta-laureat). W 1710 roku został jednym z zarządzających Theatre Royal przy Drury Lane.